# Charantonnay
Charantonnay là một xã thuộc tỉnh Isère, vùng Rhône-Alpes đông nam nước Pháp. Xã này nằm ở khu vực có độ cao từ 337-472 mét trên mực nước biển.